# Margitszigeti Sportpálya
A Margitszigeti sportpálya egy a Margitszigeti Atlétikai Centrum helyén korábban működött sportpálya volt, ahol 1903 július 11-én a Magyar labdarúgó-válogatott 700 néző előtt 3-2 arányú győzelmet aratott az Osztrák válogatott ellen.

## Válogatott labdarúgó-mérkőzések a stadionban
| Dátum            | Kiírás     | Ellenfél | Eredmény | Nézőszám |
| ---------------- | ---------- | -------- | -------- | -------- |
| 1903. június 11. | Barátságos | Ausztria | 3-2      | 700      |